# The Singles Ward
(Tagline del film)
The Singles Ward è un film commedia del 2002 diretto e co-sceneggiato e co-prodotto da Kurt Hale.
Il film è stato trasmesso solamente negli USA il 30 gennaio 2002 ed in Ungheria il 2 maggio 2005.
Il film narra le vicende di alcuni giovani mormoni in cerca dell'anima gemella durante un viaggio nell'Utah (USA). La storia è basata sulla cultura odierna ed antica del culto mormone, presentandone i difetti sotto forma parodistica. La storia del film è difficilmente comprensibile nei punti "clou" del culto per i non-praticanti di questa religione.
Tuttavia il film si presenta come uno svarione efficace e divertente, a tal punto che, nel 2007 ne è stato prodotto un seguito The Singles 2nd Ward.

## Trama
Jonathan Jordan (Will Swenson) è un mormone praticante e devoto; per tale motivo è sempre dedito a tempo pieno al culto, alla chiesa ed alla preghiera, occupandosi poco della moglie, da cui divorzia poco dopo.
Jonathan decide di raggruppare alcuni mormoni single come lui: le ragioni sono ovvie, ogni membro dovrà trovare una donna e così chiudersi nell'eterno matrimonio.
I membri del gruppo formano uno stile di vita a loro modo, decidendo di non andare più in chiesa; ma Jonathan cade in "tentazione" quando si innamora dell'attraente Cammie Giles (Connie Young), la quale è una assidua frequentatrice di messe.
Qui si sviluppa la storia del film, Jonathan riprenderà ad andare in chiesa, ma lo farà per devozione o per amore di Cammie?

## Colonna sonora
La colonna sonora è stata composta da artisti improvvisati, facenti parte della Latter Day Saint e prodotta dalla Guapo Records, gli artisti hanno cantato e suonato musiche tipiche della chiesa mormona.
Di seguito le tracce cantate e gli "artisti":
- The Church of Jesus Christ — Magstatic
- Come, Come Ye Saints — Slender
- There is Sunshine in My Soul Today — Ponchillo
- Do What is Right — MishMash
- Popcorn Popping — Kent Carter and Rooster
- Book of Mormon Stories — Pipe Dream
- In Our Lovely Deseret — Mr. Fusion
- Keep the Commandments — Mighty Mahogany
- I Feel My Savior's Love — MishMash
- We Are All Enlisted — Magstatic
- Battle Hymn of the Republic — Slender
- Let Us All Press On
- When Grandpa Comes — Slender
- God Be With You Till We Meet Again — Jamen Brooks